# Johan Geirnaert
Johan Geirnaert, född 9 januari 1951, är en friidrottare från Belgien. Han deltog vid olympiska sommarspelen 1984.